# Іван Крстанович
Іван Крстанович (босн. Ivan Krstanović, нар. 5 січня 1983, Томіславград) — боснійський та хорватський футболіст, нападник клубу «Динамо» (Загреб).
Насамперед відомий виступами за клуб «Загреб».
Володар Кубка Хорватії.

## Ігрова кар'єра
У дорослому футболі дебютував 2000 року виступами за команду клубу «Томіслав». Згодом з 2004 по 2008 рік грав у складі команд клубів «Дриновці» та «Посуш'є».
Своєю грою за останню команду привернув увагу представників тренерського штабу клубу «Загреб», до складу якого приєднався 2008 року. Відіграв за загребську команду наступні три сезони своєї ігрової кар'єри. Більшість часу, проведеного у складі «Загреба», був основним гравцем атакувальної ланки команди. У складі «Загреба» був одним з головних бомбардирів команди, маючи середню результативність на рівні 0,38 голу за гру першості. В сезоні 2010–11 забив у чемпіонаті 19 голів, ставши таким чином найкращим бомбардиром тогорічного розіграшу Першої хорватської футбольної ліги. 
Того ж 2011 року найкращий голеодор національного чемпіонату попереднього сезону приєднався до складу клубу «Динамо» (Загреб). Наразі встиг відіграти за «динамівців» 31 матч в національному чемпіонаті. За цей час виборов титул володаря Кубка Хорватії.

## Титули і досягнення
- Чемпіон Хорватії (2):

«Динамо» (Загреб):  2011–12, 2012–13
- Володар Кубка Хорватії (2):

«Динамо» (Загреб):  2011–12
«Рієка»: 2013-14
- Володар Суперкубка Хорватії (2):

«Рієка»: 2013, 2014